# Savoisy
Savoisy is een gemeente in het Franse departement Côte-d'Or (regio Bourgogne-Franche-Comté) en telt 246 inwoners (1999). De plaats maakt deel uit van het arrondissement Montbard.

## Geografie
De oppervlakte van Savoisy bedraagt 24,9 km², de bevolkingsdichtheid is 9,9 inwoners per km².
De onderstaande kaart toont de ligging van Savoisy met de belangrijkste infrastructuur en aangrenzende gemeenten.

## Demografie
Onderstaande figuur toont het verloop van het inwonertal (bron: INSEE-tellingen).